# Vetiș
Vetiș (węg. Vetés) – wieś w Rumunii, w okręgu Satu Mare, w gminie Vetiș. W 2011 roku liczyła 2141 mieszkańców.